# Arlanc
Arlanc é uma comuna francesa na região administrativa de Auvérnia-Ródano-Alpes, no departamento Puy-de-Dôme. Estende-se por uma área de 32,08 km². Em 2010 a comuna tinha 1 894 habitantes (densidade: 59 hab./km²).